# Tory Lanez
Tory Lanez, pseudonimo di Daystar Shemuel Shua Peterson (Brampton, 27 luglio 1992), è un rapper e cantautore canadese.

## Biografia
Daystar Peterson è nato il 27 luglio 1992 a Brampton, Ontario, da padre barbadiano Bajan Sonstar, e madre di Curaçao, Luella. La famiglia viveva a Montréal prima di trasferirsi negli Stati Uniti, a Miami. Dopo la morte della madre, suo padre iniziò a lavorare come ministro ordinato e missionario, costringendo Daystar a spostarsi frequentemente per la nazione. Il padre in seguito si risposò e la famiglia si trasferì ad Atlanta, dove Daystar fece amicizia con un ragazzo di nome Hakeem, che gli diede il soprannome "Lanez", in riferimento alla ricerca di azioni rischiose da parte di Daystar, come gironzolare per strada, evitare il traffico e giocare nelle corsie.
Nel 2006 venne mandato a vivere da suo cugino Dahir Abib, ad Orane Forrest, nel Queens di New York, a causa dei suoi problemi comportamentali, stessa causa per cui fu poi costretto a trasferirsi a Toronto da sua nonna che, tuttavia, si rifiutò di prendersi cura di lui, rimanendo da solo all'età di 15 anni:" Sono finito per trasferirmi in downtown con questi tre tizi che non conoscevo davvero. Sono arrivato in casa e non sapevo come le cose funzionavano. Dai quindici ai diciotto anni, ci litigavo e basta. Ognuno era per se stesso. Questo è ciò che mi ha reso un uomo, dover badare a me stesso ed essere in una situazione in cui non c'è papà, nonna e mamma per aiutarti. Ha cambiato la persona che sono oggi".
Ha poi cominciato a rappare, prima di darsi un soprannome, "Notorious", in riferimento a Notorious B.I.G., che idolatrava, poi cambiato nel suo attuale soprannome "Tory Lanez". All'età di 16 anni Daystar abbandonò la scuola e iniziò a eseguire canzoni ai concerti all'aperto. All'età di 17 anni Daystar iniziò a cantare, cosa per la quale trovò interesse, tuttavia, non aveva mai ricevuto alcuna formazione canora.
Daystar utilizza anche il soprannome di "Argentina Fargo". In un'intervista ha detto: "Quando metto insieme estero e banche, è come del denaro straniero. Sono un tizio canadese, che va in giro per l'America. Quando mi guardi, è come guardare denaro straniero. Quindi mi chiamo Argentina Fargo - come del denaro straniero." Tra le sue ispirazioni musicali, crescendo, il rapper cita Lil Wayne, Brandy, Chris Brown e Ray J.

## Carriera

### 2009-2015: Gli inizi
Il 1º gennaio 2009 Tory Lanez ha pubblicato il suo mixtape di debutto TL 2 TO, e nel frattempo iniziò a dirigere alcuni dei suoi video musicali, pubblicandoli sul suo canale YouTube. Nello stesso periodo il rapper si guadagnò l'attenzione di Sean Kingston, che si interessò a Lanez dopo aver visto un video di lui che faceva freestyle su Beamer, Benz or Bentley di Lloyd Banks. Nel febbraio 2010 Kingston contattò Lanez per incontrarsi e convincerlo ad esibirsi nel My World Tour di Justin Bieber. Nello stesso anno Lanez pubblica 3 mixtape Just Landed il 27 luglio, One Verse One Hearse ad ottobre, e Mr. 1 Verse Killah il 2 dicembre. Nel 2011 il rapper ha firmato un contratto discografico con Kingston's Time is Money Entertainment di Sean Kingston e ha pubblicato tre mixtape, Mr. Peterson il 1º gennaio, Chixtape il 24 febbraio e Swavey il 10 giugno. In seguito ha lasciato l'etichetta per diventare un artista indipendente. Il 19 marzo 2012 ha pubblicato l’EP Ignant Shit, mentre il 15 maggio pubblica il decimo mixtape, Sincerely Tory. Il 26 agosto 2013 l'undicesimo mixtape Conflicts of My Soul: The 416 Story e infine il dodicesimo Chixtape II il 6 marzo 2014.
Nell'aprile 2014 Tory ha pubblicato due episodi di "Public Swave Announcement", del dietro le quinte del These Things Happen Tour di G-Eazy con Rockie Fresh. Il 2 giugno Lanez ha pubblicato la canzone Teyana, in omaggio al cantante Teyana Taylor, che ha risposto con il brano Dreams of Fuckin' an R&B Bitch. Il 6 giugno Lanez ha pubblicato The Godfather, un pezzo per annunciare che avrebbe iniziato una serie di canzoni chiamata Fargo Fridays, in cui pubblicò canzoni, album o video musicali, solo il venerdì su HotNewHipHop. Il 14 agosto dopo aver pubblicato una serie di canzoni della serie, il rapper ha pubblicato una canzone chiamata The Mission, per celebrare l'annuncio del suo primo tour da headliner, il Lost Cause Tour, iniziato con l'uscita del tredicesimo mixtape Lost Cause, che doveva essere rilasciato il 29 settembre ma fu poi posticipato al 1º ottobre.
Il 27 febbraio 2015 Tory Lanez ha rivelato che il 6 aprile avrebbe pubblicato ad un EP in collaborazione con i produttori della WeDidIt Records. Il 3 aprile ha pubblicato il primo singolo dell'EP, In For It, mentre il 22 maggio ha pubblicato il secondo singolo intitolato Acting Like. Il 19 giugno Tory ha annunciato che l'EP si sarebbe chiamato Cruel Intentions e che sarebbe pubblicato il 26 giugno 2015.

### 2015-2016: il primo album
Il 15 luglio 2015 Tory Lanez ha pubblicato Say It, il primo singolo estratto dal suo album di debutto. Nello stesso periodo ha firmato un contratto la Mad Love Records, sotto Interscope Records, di Benny Blanco. Il 25 dicembre ha pubblicato i quattordicesimo e quindicesimo mixtape, Chixtape III e The New Toronto.
Il 18 gennaio 2016, LA Confidential è stato pubblicato come secondo singolo dell'album. Il 28 gennaio Tory Lanez ha fatto un'apparizione come ospite al Jimmy Kimmel Live! performando il singolo Say It, con il popolare gruppo R&B Brownstone di cui ha campionato la loro hit If You Love Me per la sua canzone. Il 4 marzo Lanez ha pubblicato la canzone Tim Duncan come parte della sua serie Fargo Fridays. Il 1º aprile ASAP Ferg e Tory Lanez hanno annunciato il The Level Up Tour, e l'8 aprile hanno collaborato nella canzone Line Up the Flex per promuovere il tour. Il 5 aprile è stato rivelato che Tory Lanez si sarebbe esibito al Summer Jam e al Pemberton Music Festival in estate. Il 18 aprile il rapper ha rifiutato di essere sulla copertina della rivista XXL come parte dei Freshmen del 2016 perché sentiva di essere musicalmente in una lega superiore rispetto agli altri artisti presi in considerazione. Il 6 maggio Lanez ha pubblicato due canzoni, For Real e Unforgetful come parte di Fargo Friday. Il 29 luglio Lanez ha pubblicato il terzo singolo ufficiale dell'album, Luv, su iTunes, ed ha anche rivelato che il titolo dell'album sarebbe stato I Told You, che verrà poi rilasciato 19 agosto 2016. Il 5 luglio, Lanez ha pubblicato due remix per Controlla di Drake e I Got the Keys di DJ Khaled. Il 20 luglio Lanez ha annunciato il tour di I Told You per promuovere l'album.

### 2017-2020: Gli album successivi e il successo
Il 1º gennaio 2017 pubblica il sedicesimo e il diciassettesimo mixtape Chixtape IV e The New Toronto 2. Il 9 febbraio 2018 pubblica il secondo EP The Bag mentre il 2 marzo viene pubblicato il suo secondo album in studio, Memories Don't Die, che vede la presenza di Future, 50 Cent e Wiz Khalifa. Fa seguito, il 26 ottobre, Love Me Now?, terzo album in studio in cui invece compaiono artisti come Chris Brown, 2 Chainz, Trippie Redd, Meek Mill e Bryson Tiller. Sempre nel 2018 collabora con 6ix9ine per i brani Rondo e Kika. Il 3 aprile 2019 pubblica il terzo EP International Fargo, mentre il 15 novembre pubblica il quarto album in studio Chixtape 5, che conta tra le collaborazioni gli Jagged Edge, T-Pain, Chris Brown, Ashanti, The-Dream, Mýa, Lil Wayne, Fabolous e Trey Songz.
Il 10 aprile 2020 pubblica il diciottesimo mixtape intitolato The New Toronto 3, ultimo progetto con la Interscope Records. Il 20 marzo 2020, Lanez ha collaborato con il cantante reggae giamaicano Buju Banton per un remix di Trust. Durante la quarantena dovuta alla pandemia di COVID-19, Tory Lanez ha ospitato "Quarantine Radio" in live su Instagram. Il 14 maggio 2020 ha pubblicato il singolo Temperature Rising, tramite la sua etichetta One Umbrella, segnando il suo primo brano come artista indipendente, dopo aver abbandonato la Interscope Records. Il 10 luglio il rapper pubblica tre singoli, Simple Things, con DJDS e Rema, Staccato e 392, con il membro della sua dell'etichetta VV$ Ken. Gli ultimi due brani furono pubblicati come un EP, chiamato VVS Capsule uscito lo stesso giorno dei singoli. Il 25 settembre Lanez ha pubblicato a sorpresa il suo quinto album in studio, Daystar, il suo primo progetto da quando ha lasciato Interscope all'inizio dell'anno; nell'album si difende in più pezzi contro le affermazioni di aver sparato alla compagna e rapper Megan Thee Stallion. Infine il 22 dicembre pubblica il suo diciannovesimo mixtape, intitolato Loner.

### 2021-presente: album indipendenti e incarcerazione
Il 5 marzo 2021 pubblica il ventesimo mixtape Playboy, mentre il 7 luglio pubblica il quinto EP We Outside. Il 10 dicembre successivo è la volta del suo sesto album in studio, Alone at Prom. A marzo 2022 collabora al brano Bugia del rapper italiano Lazza, contenuto nel suo album Sirio, mentre il 30 settembre pubblica il settimo album Sorry 4 What. Il progetto è stato l'ultimo rilasciato prima della sua condanna per tre reati gravi in relazione al tentato omicidio di Megan Thee Stallion. Durante la sua detenzione, il brano The Color Violet contenuto all'interno del suo ultimo album riscuote un discreto successo su TikTok. Nel novembre 2023, il rapper ha pubblicato la versione deluxe di Alone at Prom contenente dieci tracce aggiuntive, segnando la sua prima uscita ufficiale dopo la sua incarcerazione.
Nel mese di luglio 2024 sono state pubblicate due compilation, intitolate Lost Tapes e Prison Tapes; la prima è stato registrato nel 2015 mentre la seconda nel 2020 mentre era in carcere. Verso la fine di agosto 2024, viene pubblicato Twitch Tapes, un mixtape composto da brani registrati in diretta sull'omonima piattaforma di streming. Il 7 marzo 2025, mentre sconta la sua pena presso la Los Angeles County Jail, pubblica l'album Peterson, definito sul suo account Instagram il sequel di Daystar.

## Vita privata
In un'intervista Tory ha affermato di essere stato ghostwriter per canzoni di Akon (Been Gettin 'Money con Jeezy), Casey Veggies (Actin' Up), August Alsina (My Niggas con Meek Mill) e Travis Scott.

## Faide

### Drake
Nel 2010 Tory Lanez pubblica un video su YouTube dove sfida il collega rapper canadese Drake, con il quale si diceva fosse imparentato. Il video lo mostra negare queste voci e annunciare la sfida da 10.000 dollari, ma non ottenne risposta. Pur mostrando rispetto per Drake, Lanez lo sfidò di nuovo, ma solo se Drake avesse ascoltato alcune delle sue tracce dal suo secondo mixtape Just Landed, affermando che se a Drake non fosse piaciuto, gli avrebbe dato personalmente 10.000 dollari. Nell'agosto 2015, mentre appariva nel programma radiofonico "Sway in the Morning" su Shade 45, Lanez parla di Drake, alludendo al famigerato freestyle che aveva eseguito su Hot 97 sei anni prima, dove aveva letto i suoi testi BlackBerry. Nell'ottobre 2015 Lanez ha creato ulteriore tensione con il rapper quando ha espresso la sua antipatia per l'uso di "The 6", un soprannome per Toronto che era stato reso popolare da Drake.
Nel testo del suo singolo del 2016 Summer Sixteen Drake sembra fare un diss subliminale a Lanez, rappando: "Tutti voi ragazzi della nuova Toronto volete un po' essere me". Molti hanno preso questo, e le barre successive, come un riferimento verso Lanez, che però era scettico sul fatto che fosse rivolto a lui, assicurando alla stampa che non avrebbe comunque risposto anche se lo fosse stato: "Drake potrebbe dissuadermi 20.000 volte, e io non lo farei mai. Sono un fan. Non ho negatività dalla mia parte. Tutte le benedizioni per quell'uomo". Tuttavia, quando Lanez pubblicò la sua versione di Uber Everywhere, rappò:" Fighetta, schiocca quel sorriso pulito dalla tua faccia / Non conosci nessun ne*ro di strada, non stare in giro da queste parti / Sei un ne*ro attore, ti vedevo sullo schermo" e molte persone pensarono che Lanez stesse parlando a Drake.
Lanez ha insultato di nuovo Drake nella canzone Line Up the Flex con ASAP Ferg, rappando: "I never was gang, gang, gang, gang / I was One Umbrella Mob", in risposta a Drake in Summer Sixteen. Drake ha risposto nella canzone Still Here sull'album Views. In un'intervista con Zane Lowe su Beats 1, Drake ha parlato di Lanez: "Incoraggio chiunque ad andare là fuori e fare il maggior danno possibile. Fai cose. Ottieni tutti i frutti. Ottieni tutto. Diventa il più grande artista che tu possa essere. Semplicemente non arrivare lassù alla fine e iniziare a parlare male di me, specialmente quando non abbiamo interazione". Lanez ha parlato di nuovo di Drake nella canzone For Real. Il 27 giugno 2016, Lanez ha parlato con Ebro durante lo spettacolo "Ebro in the Morning" e ha parlato di Drake, dicendo: "L'hip-hop è uno sport di contatto, sono qui per competere, sono qui per essere il numero 1". Ha continuato dicendo: "Ero un fan della sua musica prima, nessuno me l'ha mai tolto. Ciò non significa che non sono qui per prendere la mia corona". Tory Lanez e Drake hanno ufficialmente terminato la loro faida il 19 maggio 2017 postando su Instagram una loro foto insieme.

### Jacquees
Nel febbraio 2016 il cantante Jacquees ha twittato: "Chris [Brown] il mio idolo / fratello maggiore non conta, ma a voi altri ragazzi vi sto alla gola #FuckHowYouFeel". Il tweet significava che Jacquees è in una feroce competizione con tutti gli altri artisti R&B, ad eccezione di Chris Brown, che definisce il suo idolo. Il tweet non è stato convincente per Lanez, che ha risposto a Jacquees con due emoji, che ha preso la risposta di Lanez come un attacco e ha iniziato a chiamarlo "contadino" e "culo con la testa di anguria". Jacquees, tuttavia, si è anche complimentato con l'abilità di scrittura di Lanez, anche se ha lasciato intendere che i talenti vocali del rapper non sono all'altezza dei suoi. Lanez non ha risposto a Jacquees, ma ha detto ai suoi fan di "avvertire quel ragazzo". I due hanno poi posto fine alla loro rivalità al South by Southwest. Successivamente nell'agosto 2016 hanno annunciato che sarebbero andati in tour insieme.

### Joyner Lucas
Nel novembre 2018, durante una live su Instagram, Lanez ha affermato di essere un rapper migliore di Joyner Lucas. In risposta Lucas sfidò Lanez a una battaglia rap, che portò alla pubblicazione di diversi diss tra i due, tra cui i celebri Lucky You Freestyle e Zeze Freestyle. Sebbene lo scontro ebbe breve durata, Lanez espresse disgusto per coloro che si schierarono con Lucas. La fine del litigio fu ancora una volta evidente quando i due pubblicarono un remix della canzone di DaBaby, Suge.

### Don Q
Poco dopo il suo litigio con Joyner Lucas, il rapper di New York, Don Q, ha rilasciato una traccia intitolata I'm Not Joyner, sostenendo che Lanez stava rubando i suoi testi. Lanez ha risposto con una traccia chiamata Don Queen, prima che Q rispondesse con un'altra traccia diss. Inoltre un altro rapper, J.I.D, è stato coinvolto nel dissing, apparentemente scontento delle dichiarazioni di Lanez, motivo per cui Tory ha preso di mira il suo mentore, J. Cole. Lanez ha quindi sfidato l'intero collettivo di Dreamville, con rapper, tra cui DreamDoll, che hanno risposto con proprie tracce rivolte a Lanez.

## Questioni legali

### Sommossa del 2016
Il 26 marzo 2016, durante un concerto a Midland, in Texas, si sono verificate violente colluttazioni tra le forze di sicurezza ed i partecipanti al concerto. Lanez ha quindi continuato a dire alla folla di "fare casino", il che ha provocato una sommossa e ha costretto la polizia a chiudere lo spettacolo. I promotori della sede e dei concerti stanno prendendo in considerazione azioni legali contro Lanez.

### Sparatoria e causa legale con Megan Thee Stallion
Il 12 luglio 2020, dopo aver lasciato una festa in casa dove c'era stata una discussione sfociata in violenze, Lanez è stato arrestato sulle colline di Hollywood e accusato di portare un'arma nascosta nel suo veicolo. Anche un'altra artista rap, Megan Thee Stallion, era in macchina e inizialmente è stato riferito che avesse una ferita al piede causata da un vetro. Tuttavia, in un post su Instagram, Megan ha successivamente contestato ciò, affermando di essersi sottoposta a un intervento chirurgico dopo aver subito "ferite da arma da fuoco, a seguito di un crimine commesso contro di me e fatto con l'intenzione di farmi del male fisicamente", non ha dichiarando chi le avesse sparato. In live su Instagram, ad agosto, Megan ha dichiarato di essere stata ferita da Lanez durante questo incidente. Ha anche espresso le sue opinioni contro la sua squadra di pubblicisti, dicendo: "Mi hai sparato e hai fatto in modo che il tuo pubblicista e la tua gente andassero su questi blog a mentire e a dire cagate. Smettila di mentire. Perché mentire?".
Il 25 settembre 2020 Lanez ha pubblicato il suo quinto album, Daystar, in cui affronta la questione in quasi tutte le canzoni e nega di aver sparato a Megan, affermando anche che lei e il suo team stavano "cercando di incastrarlo". Nella canzone Money Over Fallouts, rappa: "come, ti sparano al piede, e non colpiscono ossa o tendini?". Lo stesso giorno, in una dichiarazione a Variety, l'avvocato di Megan, Alex Spiro, ha affermato che i rappresentanti di Lanez avevano tentato di lanciare una "campagna diffamatoria" contro Megan per screditare le sue accuse. Spiro ha dichiarato: "Il team di Lanez ha negato ciò, dicendo che avrebbero indagato su chi c'era dietro le e-mail false e avrebbero preso le misure appropriate".
Il 29 settembre a seguito di risposte negative a Lanez da parte di alcune testate giornalistiche, il rapper ha affermato su Instagram che i siti di notizie avevano lanciato una campagna diffamatoria contro di lui, affermando di non aver "mai visto pubblicazioni verificate riunite con opinioni di parte, per una campagna diffamatoria su un artista", e mettendo in discussione chi li sta "pagando". Ad ottobre Lanez è stato ufficialmente accusato di aggressione con un'arma da fuoco semi-automatica, uso personale di un'arma da fuoco e trasporto di un'arma da fuoco carica e non registrata in un veicolo. Ha anche affrontato l'accusa di aver inflitto gravi lesioni personali con una pistola. Doveva essere chiamato in giudizio il 13 ottobre ma è stato posticipato al 18 novembre, dopo che l'avvocato di Lanez ha chiesto una proroga. Da allora è stato emesso un ordine di protezione contro Lanez, secondo il quale deve stare ad almeno 100 metri da Megan e non contattarla. Gli è stato anche ordinato di consegnare tutte le armi che possiede. In un editoriale per il New York Times, pubblicato il 13 ottobre, Megan ha affrontato ulteriormente la sparatoria, scrivendo: "Le donne di colore sono ancora costantemente mancate di rispetto e ignorate in così tanti ambiti della vita. Di recente sono stata la vittima di un atto di violenza da parte di un uomo. Dopo una festa, mi hanno sparato due volte mentre mi allontanavo da lui. Non avevamo una relazione. Sinceramente, sono rimasta scioccata di essere finita in quel posto".
In seguito a ciò, la cantante JoJo ha deciso di escludere Lanez dalla versione deluxe del suo album Good To Know, in cui era previsto un featuring del cantante nel brano Comeback. Anche la cantante Kehlani decide di rimuovere il verso di Lanez dal suo brano Can I per lo stesso motivo.
Il 25 settembre 2020 Lanez ha pubblicato il suo quinto album, Daystar, in cui affronta le accuse, negando di aver sparato alla cantante. Lo stesso giorno, in una dichiarazione a Variety, l'avvocato di Thee Stallion, Alex Spiro, ha affermato che i rappresentanti di Lanez avevano tentato di lanciare una «campagna diffamatoria» utilizzando messaggi falsificati per «diffondere una falsa narrativa» che la screditasse. La stessa cantante ha poi dichiarato di aver ricevuto un'offerta di denaro da parte di Lanez e del suo team per tacere sulla questione dopo l'incidente.
L'8 ottobre 2020, Lanez è stato accusato di aver sparato a Megan Thee Stallion dai procuratori della Contea di Los Angeles, che ha ottenuto un ordine di protezione contro Lanez, che gli impone di stare ad almeno 100 metri di distanza da Thee Stallion e di non contattarla. Successivamente Lanez si è dichiarato non colpevole di aggressione con una pistola semiautomatica poiché, se condannato, potrebbe rischiare una pena massima di 22 anni e otto mesi in una prigione statale. Nell'aprile del 2022 Lanez è stato arrestato per aver violato un ordine di protezione relativo al caso; è stato rilasciato poco dopo con una cauzione maggiorata di 350.000 dollari.
Il 23 dicembre 2022, Lanez è stato condannato in un processo con giuria per tre capi d'accusa gravi relativi alla sparatoria, ovvero aggressione con una pistola semi-automatica, possesso di un'arma da fuoco carica e non registrata in un veicolo e scarico di arma da fuoco con grave negligenza. Nel 2023 è stato condannato in via definitiva dalla Corte Superiore di Los Angeles a 10 anni di carcere. Il 25 ottobre 2024, una corte d'appello della California ha emesso un'ordinanza procedurale riconoscendo di aver ricevuto una nuova petizione dal team legale di Lanez e che l'avrebbe presa in considerazione insieme ai suoi altri ricorsi. Il 12 maggio 2025, Lanez è stato aggredito in un'unità abitativa del California Correctional Institution di Tehachapi e ha riportato 14 ferite da arma da taglio. Il 22 dello stesso mese, in seguito all'accoltellamento, viene trasferito nella California Men's Colony per motivi di sicurezza.

## Discografia

### Album in studio
- 2016 – I Told You
- 2018 – Memories Don't Die
- 2018 – Love Me Now?
- 2019 – Chixtape 5
- 2020 – Daystar
- 2021 – Alone at Prom
- 2022 – Sorry 4 What
- 2025 – Peterson

### Mixtape
- 2009 – T.L 2 T.O
- 2010 – One Verse One Hearse
- 2010 – Just Landed
- 2010 – Mr. 1 Verse Killah
- 2011 – Mr. Peterson
- 2011 – Chixtape
- 2011 – Swavey
- 2012 – Sincerely Tory
- 2013 – Conflicts of My Soul: The 416 Story
- 2014 – Chixtape 2
- 2014 – Lost Cause
- 2015 – Chixtape 3
- 2015 – The New Toronto
- 2017 – Chixtape 4
- 2017 – The New Toronto 2
- 2020 – The New Toronto 3
- 2020 – Loner
- 2021 – Playboy

### EP
- 2012 – Ignant Shit
- 2015 – Cruel Intentions
- 2018 – The Bag
- 2019 – International Fargo
- 2020 – The VVS Capsule